# Vergue

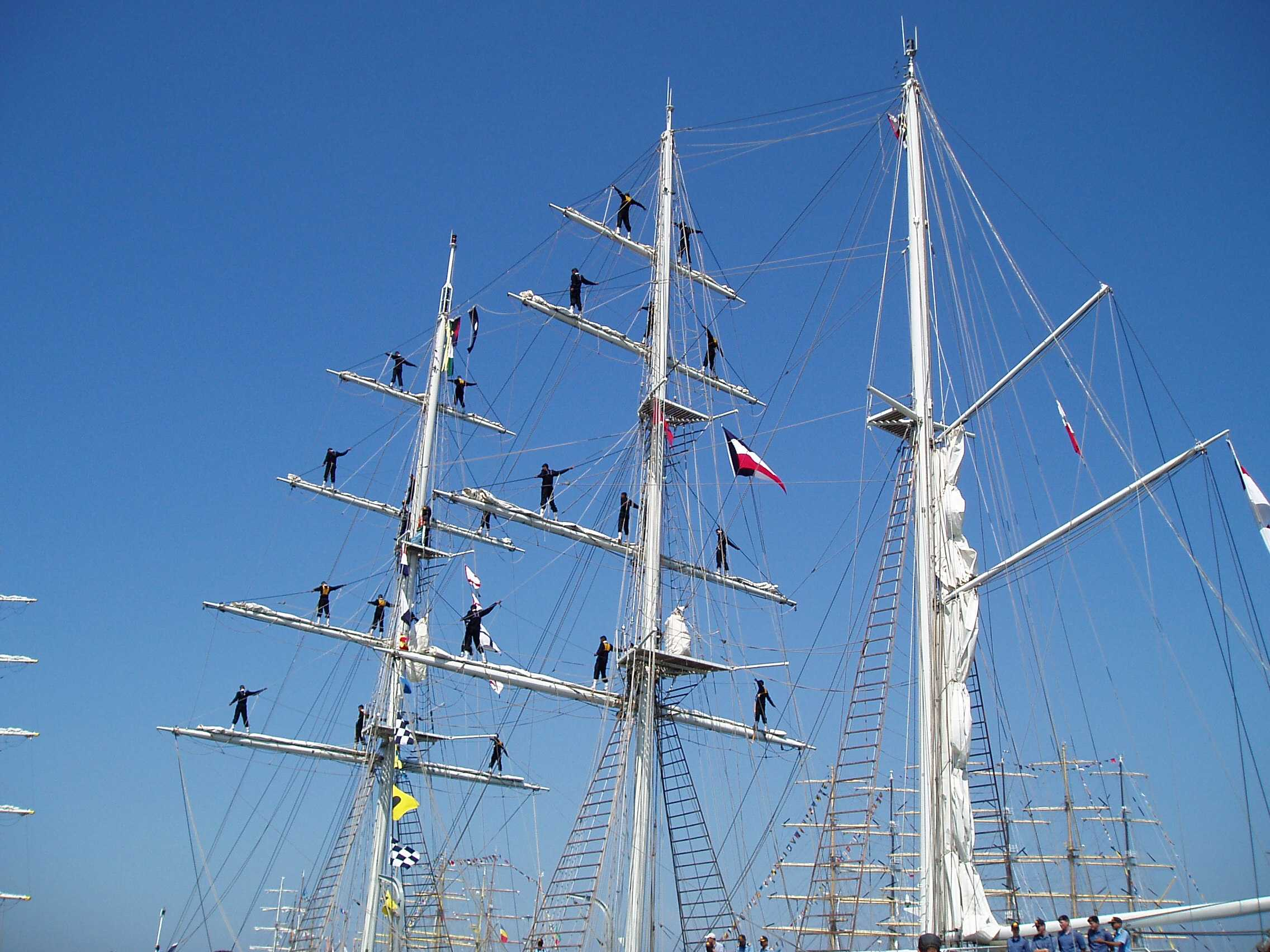
Matelots en parade sur les vergues d'un trois-mâts barque portant des voiles carrées sur deux de ses mâts.

Une vergue est toute pièce de bois, de métal ou de matériau composite simplement appuyée, articulée ou encore fixée au mât et qui porte le plus souvent une voile. 
Il s'agit d'un terme générique groupant des espars comme la bôme de la grand-voile, ou le pic (ou la corne) d'une voile aurique. Toutefois, le terme désigne de manière plus spécifique les espars auxquels étaient suspendues les voiles carrées, type de voilure la plus répandue sur  les bateaux de commerce et de guerre du XVe siècle au XIXe siècle.

## Les différentes vergues
Les principaux types de vergues sont :
- la bôme de la grand-voile d'un gréement marconi.
- Le balestron de la voile à livarde.
- le pic, la corne de la voile aurique.
- La vergue de la voile au tiers est suspendue au mât environ au tiers de sa longueur, d'où le nom de la voile.
- L'antenne (ou vergue latine) de la voile latine est une vergue très longue qui, sur les anciens voiliers en Méditerranée, était formée de plusieurs pièces assemblées avec des extrémités amincies. L'antenne est hissée de manière à être en position oblique avec un point de drisse situé au deux cinquièmes de la longueur. La partie la plus longue est la plus élevée et est appelé la penne. la partie basse est le quart[1].
- La vergue du gréement carré.
- À bord des anciens voiliers équipés d'un gréement carré (type de voilure le plus répandu sur les grands bâtiments de commerce et de guerre du XVe siècle au XIXe siècle), les nombreuses voiles carrées étaient chacune suspendues à une vergue perpendiculaire au mât et fixée à celui-ci.

## La vergue du gréement carré
Sur un voilier à gréement carré, le bord supérieur de chaque voile carrée est fixé à une vergue. Cet espar en bois (en métal sur les grands voiliers du XIXe siècle), est attaché au mât et maintenu en position horizontale. Au repos il est perpendiculaire à l'axe longitudinal du voilier. Le système d'attache de la vergue à l'avant du mât est de forme variée mais permet à celle-ci de pivoter. Lorsque la voile liée à la vergue est déployée, l'orientation de cette dernière peut être modifiée de plusieurs dizaines de degrés pour optimiser l'incidence du vent sur la surface de la voile. Des bras, cordages fixés aux deux extrémités de la vergue et renvoyés via des poulies jusqu'au pont, permettent de régler l'angle de la vergue par rapport à l'axe du voilier. Une paire de balancines également renvoyées sur le pont permet d'agir sur l'angle par rapport à l'horizontale tandis qu'une drisse permet de régler la hauteur de la vergue au-dessus du pont. La voile carrée est fixée à la vergue par son bord supérieur (l'envergure) qui comporte des œillets. Des bouts passent par ces œillets puis autour de la filière d'envergure ; celle-ci est un filin ou une barre fixée tout au long de la vergue. Les gabiers doivent travailler sur les vergues notamment pour larguer ou carguer les voiles. Ils se tiennent debout sur des cordages situés sous la vergue et attachés à celle-ci via des étriers. Dans la seconde moitié du XIXe siècle, pour permettre l'accroissement de la surface de la voilure sans trop accroître la surface individuelle des voiles, des vergues supplémentaires sont ajoutés à chaque mât des plus grands voiliers. Les deux voiles du hunier et du perroquet sont doublées. Ces voiles supplémentaires sont fixées sur des vergues dite volantes car lorsqu'elles ne sont pas utilisées, elles peuvent coulisser le long du mât jusqu'à la vergue fixe inférieure ce qui permet d'abaisser le centre de gravité du navire. 

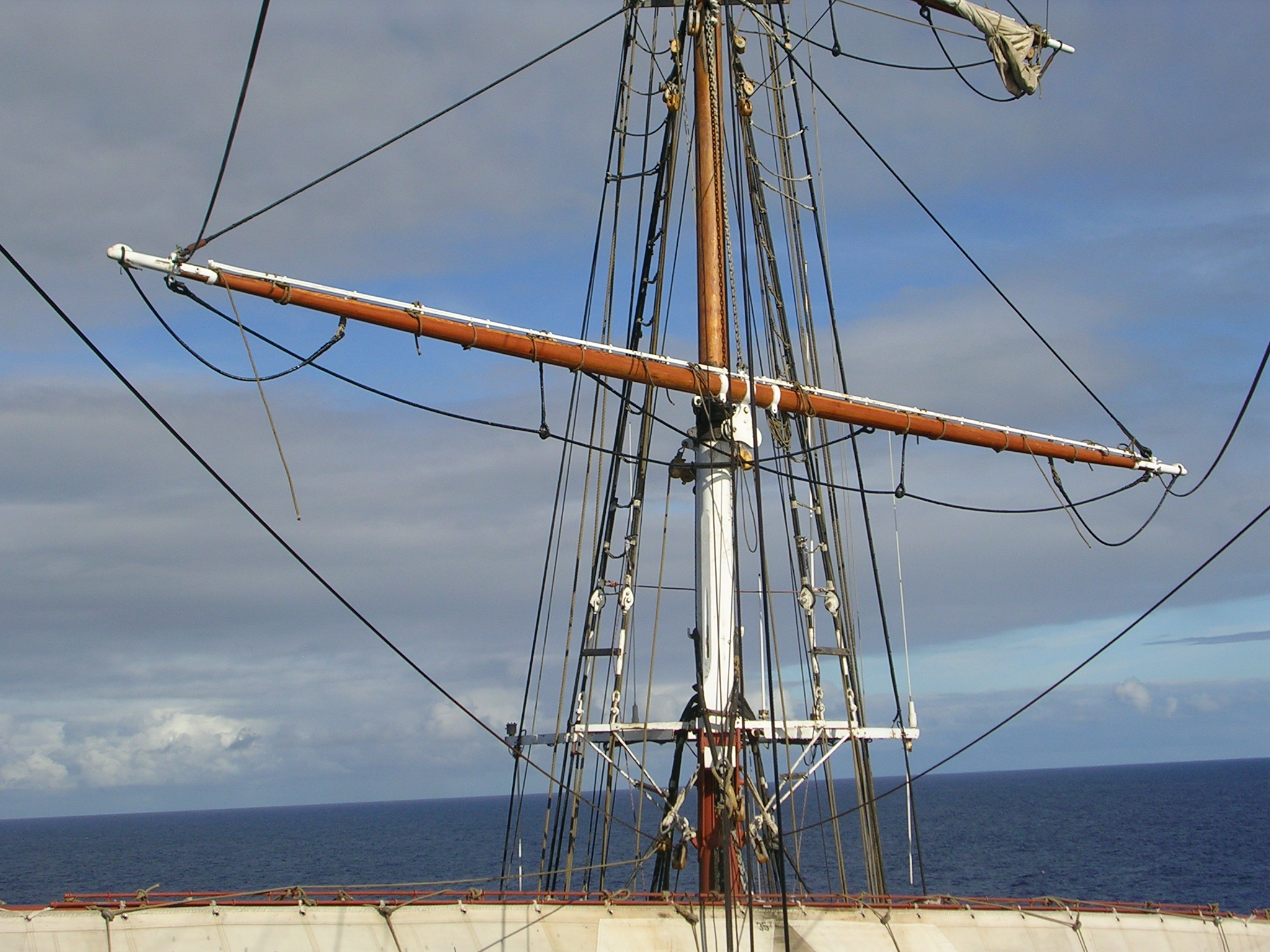
Sur cette vergue privée de sa voile on distingue aux extrémités les balancines qui montent vers le haut, les bras qui partent vers l'arrière (et passent sans doute par une poulie de renvoi fixée sur le mât d'où la photo est prise), et les marchepieds, cordages pendant sous la vergue, utilisés par les gabiers pour travailler sur cette partie du gréement.
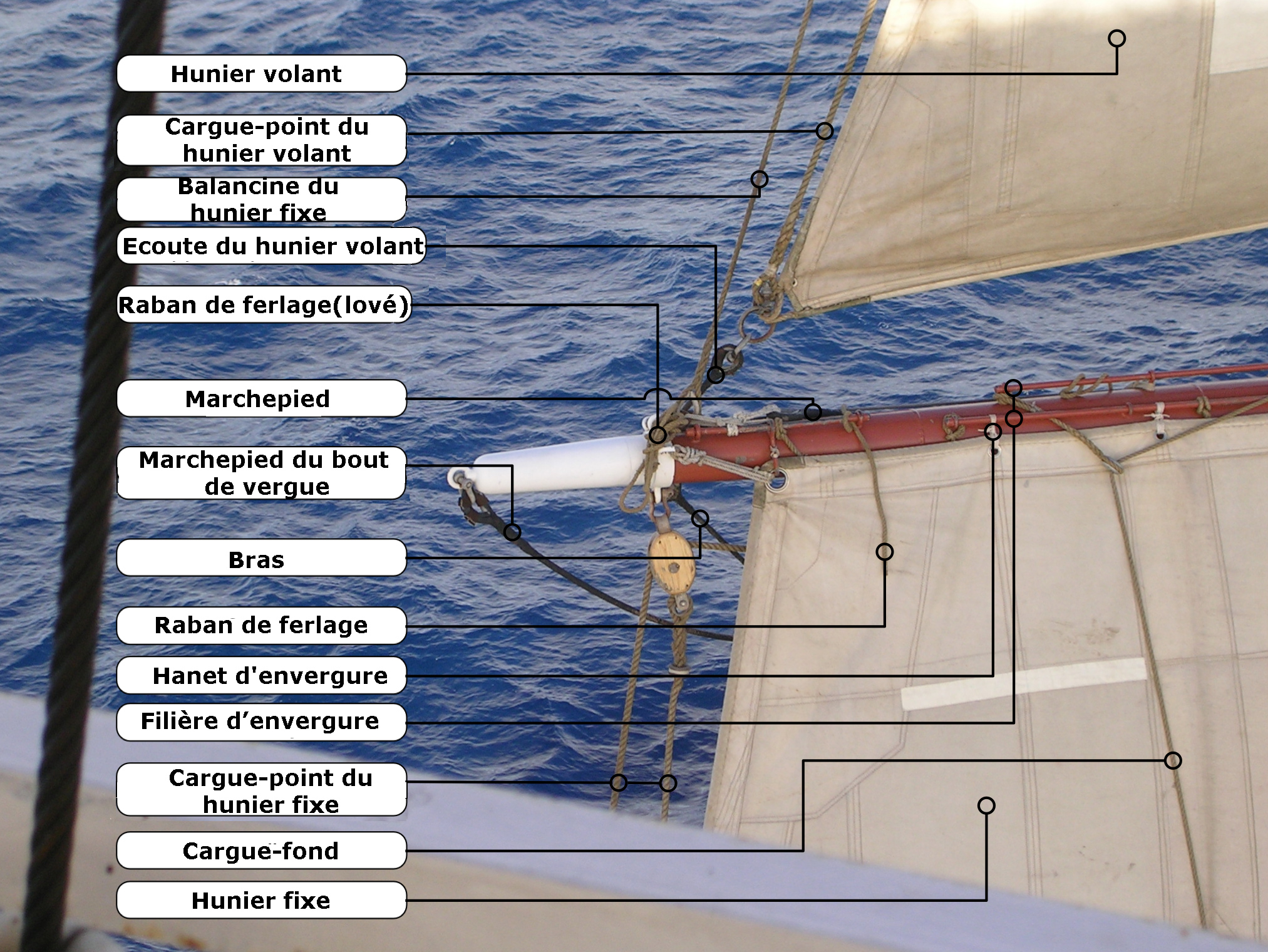
Extrémité d'une vergue de gréement carré.

### Désignation des vergues de gréement carré
Les vergues de gréement carré prennent des noms spécifiques en fonction de la voile qu'elles portent : 
| Mât       | Mât de misaine            | Grand mât                 | Mât d'artimon                  |
| --------- | ------------------------- | ------------------------- | ------------------------------ |
| Bas-Mât   | Vergue de misaine         | Grand-vergue              | Vergue d'artimon               |
| Hunier    | Vergue de petit hunier    | Vergue de grand hunier    | Vergue de perroquet de fougue  |
| Perroquet | Vergue de petit perroquet | Vergue de grand perroquet | Vergue de perruche             |
| Cacatois  | Vergue de petit cacatois  | Vergue de grand cacatois  | Vergue de cacatois de perruche |

On trouve également sur ces gréements anciens selon le plan de voilure :
- si la partie basse des mâts comporte une voile aurique, les vergues associées sont la corne de misaine goélette, la corne de grand-voile goélette et la corne de brigantine et, pour le mât d'artimon ;
- la vergue de civadière et la vergue de contre-civadière ;
- les vergues utilisées pour allonger les vergues et fixer les bonnettes portent le même nom que la vergue qu'ils prolongent.

Il existe aussi une vergue située sur un mâtereau vertical au bout du mât de beaupré, appelée vergue de perroquet de beaupré, qui supporte une voile appelée perroquet de beaupré. Cependant, cette configuration reste rare.
Enfin, les vergues de brasseyage n'entrent pas dans la définition donnée : elles ne sont pas fixées au mât mais désignent une pièce de bois chevillée sur le côté du navire qui sert de support aux poulies de renvoi des bras, écoutes permettant le réglage des voiles et des vergues.